# Tomaspis comitata
Tomaspis comitata är en insektsart som beskrevs av Melichar 1915. Tomaspis comitata ingår i släktet Tomaspis och familjen spottstritar. Inga underarter finns listade i Catalogue of Life.